# ブエノスアイレス (映画)
『ブエノスアイレス』（原題：春光乍洩、英題：Happy Together）は1997年の香港映画。ウォン・カーウァイ監督。

## 概要
本作の企画を監督から持ちかけられたトニー・レオンは「同性愛者役はできない」と一旦出演を辞退したが、「亡き父の恋人をアルゼンチンに探しに行く息子の物語」に書き改めた新企画を提示され了承。ところが現地に着いてみるとストーリーは大きく変更されていた。撮影当時、レスリー・チャンはコンサートツアーの予定があり、遅延に遅延を重ねた撮影の途中でやむを得ず香港へ帰国した（このため、しばらくウォン・カーウァイとの関係が悪化したとも伝えられている）。収拾のつかなくなったストーリーを完結させるために、シャーリー・クワンと兵役直前で休業に入る予定だったチャン・チェンが招集され撮影は続行されたが、クワンの出演シーンは完成バージョンには1カットも使用されていない。チャン・チェンはクランクアップ後に入隊。
終盤に登場する「世界の果て」の灯台は、南アメリカ大陸最南端ティエラ・デル・フエゴのエクレルール灯台である。
第50回カンヌ国際映画祭コンペティション部門招待作品。監督賞を受賞した。またトニー・レオンが第17回香港電影金像奨主演男優賞を受賞している。
日本では1997年に劇場公開。2022年には4Kレストア版がアンプラグド社の配給により「WKW4K ウォン・カーウァイ4K」で上映。
本作のメイキングを含むドキュメンタリー映画『ブエノスアイレス 摂氏零度』が1999年に製作されている。
2003年、スティーヴン・ジェイ・シュナイダーの『死ぬまでに観たい映画1001本』に掲載された。

## あらすじ
香港からちょうど地球の裏側に当たるアルゼンチンを旅するゲイのカップル、ウィン（レスリー・チャン）とファイ（トニー・レオン）。「やり直す」ための旅行にもかかわらず、イグアスの滝への道中で道に迷い喧嘩別れしてしまう。ひとりになったファイは旅費の不足を補うためブエノスアイレスのタンゴバーでドアマンとして働くが、そこへ白人男性とともにウィンが客として現れる。
以降ウィンは何度もファイに復縁を迫りそのたびファイは突き放すのだが、嫉妬した愛人に怪我を負わされたウィンがアパートに転がり込んできたことから、やむなく介護を引き受ける。ウィンとの生活にファイは安らかな幸せを感じるが、怪我の癒えたウィンはファイの留守に出歩くようになり、ファイは独占欲からウィンのパスポートを隠す。
一方、ファイは転職した中華料理店の同僚で台湾からの旅行者のチャン（チャン・チェン）と親しくなり、そんなファイのもとからウィンは去っていく。旅行資金が貯まったチャンは南米最南端の岬へ行き、そこで代わりに悩みを捨ててきてあげるからとファイにテープレコーダーを渡す。ファイはテープレコーダーを握りしめるが、言葉はなく、涙を流すしかなかった。
チャンの出発後、ファイは稼ぎのいい食肉工場に転職、旅費が貯まりイグアスの滝へと旅立つ。香港への帰途、ファイは台北のチャンの実家が営む屋台を訪れた。そこでファイはチャンの写真を一枚盗む。「もし会おうと思えば、どこでだって会うことができる」とファイは確信するのだった。

## キャスト
※括弧内は日本語吹替
- ウィン：レスリー・チャン（内田夕夜）
- ファイ：トニー・レオン（津田健次郎）
- チャン：チャン・チェン（小林親弘）
- グレゴリー・デイトン
- スー・ピンラン

## スタッフ
- 監督・脚本・製作：ウォン・カーウァイ
- 製作総指揮：チャン・イーチェン
- アソシエイトプロデューサー：篠原弘子、T・J・チョン、クリストフ・ツァン
- 製作主任：ジャッキー・パン
- 撮影：クリストファー・ドイル
- 美術・編集：ウィリアム・チョン
- 音楽：ダニー・チョン（Danny Chung）ほか
- 衣装：菊池武夫

## サウンドトラック
| 曲名                           | 演奏者                 | 備考                                                                                 |
| ------------------------------ | ---------------------- | ------------------------------------------------------------------------------------ |
| ククルクク・パロマ             | カエターノ・ヴェローゾ | 冒頭のイグアスの滝の映像に重なる。                                                   |
| チャンガの復讐                 | フランク・ザッパ       | 1970年発表のアルバム『チャンガの復讐』収録のタイトル曲。インストゥルメンタルである。 |
| アイ・ハヴ・ビーン・イン・ユー | フランク・ザッパ       | 1979年発表のアルバム『シーク・ヤブーティ』収録の楽曲。                               |
| Prologue (Tango Apasionado)    | アストル・ピアソラ     |                                                                                      |
| Milonga for 3                  | アストル・ピアソラ     |                                                                                      |
| Finale (Tango Apasionado)      | アストル・ピアソラ     |                                                                                      |
| ハッピー・トゥゲザー           | ダニー・チョン         | タートルズの1967年のヒット曲のカバー。エンディングで流れる。                         |

## 関連商品

### サウンドトラック

#### ブエノスアイレス オリジナル・サウンドトラック
収録曲
1. 滝                            [4:14]
2. BAR SUR I                     [2:16]
3. チャンガの復讐                [6:19]
4. BAR SUR II                    [2:08]
5. PROLOGUE(TANGO APASIONADO)    [1:49]
6. 3 AMIGOS 'TAKE ONE' NG        [3:47]
7. 3 AMIGOS 'TAKE TWO' OK        [3:19]
8. MILONGA FOR THREE             [6:01]
9. I HAVE BEEN IN YOU            [3:37]
10. FINALE(TANGO APASIONADO)      [3:38]
11. HAPPY TOGETHER                [3:29]
12. ゴール(Boardcasting Football) [0:17]

### 書籍
- ブエノスアイレス飛行記
  - クリストファー・ドイル （著） プレノン・アッシュ 2001年01月　ISBN 4795280681